# Physiological Measurement
Physiological Measurement is een internationaal, aan collegiale toetsing onderworpen wetenschappelijk tijdschrift op het gebied van de
biofysica en de
fysiologie.
De naam wordt in literatuurverwijzingen meestal afgekort tot Physiol. Meas.
Het wordt uitgegeven door IOP Publishing namens het Britse Institute of Physical Sciences in Medicine en verschijnt 4 keer per jaar.
Het eerste nummer verscheen in 1993.